# KlimaKreis Köln

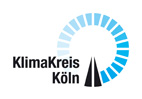

Der KlimaKreis Köln war ein Gremium zur Auswahl und Verteilung von Fördermitteln der RheinEnergie, die in den Jahren 2009 bis 2015 regionale Klimaschutzvorhaben und -projekte finanzierte.
Die „Klima-Allianz“ ging auf Initiative des Kölner Energieversorgers zurück, der fünf Mio. Euro Fördersumme über den Gesamtzeitraum zur Verfügung stellte.
Der KlimaKreis setzte sich aus 20 Personen aus Wirtschaft, Verwaltung und Verbänden zusammen und war für Auswahl und Initiierung von förderwürdigen Projekten verantwortlich. Begutachtungsprozess, Controlling und Projektmanagement lief über die aus der Fachhochschule Köln heraus gegründete KlimaKreis Köln GmbH, eine Tochtergesellschaft der KölnTech Gesellschaft für angewandte Forschung mbH, der Transfer-Gesellschaft der Fachhochschule.

## Förderberechtigte
Der KlimaKreis Köln unterstützte Projekte, die „nachweislich zum Klimaschutz und zum nachhaltigen Umgang mit der Ressource Energie beitragen“ Förderberechtigt waren Privatpersonen, Unternehmen und juristische Personen aus der Region Köln sowie im Einzelfall auch über die Region hinaus. Kriterien waren unter anderem Innovationsgrad, regionale Relevanz und – bei Privatpersonen – ein gewisser Multiplikatoreffekt.

## Geförderte Projekte
In den Jahren 2009 bis 2015 förderter der KlimaKreis Köln 27 Projekte, die sowohl technische Lösungen als auch pädagogische Konzepte oder Vernetzungsansätzen umfassten:
- „Allianz für Zukunftsberufe“ (Wissenschaftsladen Bonn e. V.),
- „Dialog Kölner Klimawandel – ein grüner Masterplan für die Stadt“ und „Wissensbasis für individuelles Handeln – Change Agents für Klimaschutz“ (beides Katalyse Institut für angewandte Umweltforschung e. V.),
- „Bauteam Klimaschutz“ (Handwerkskammer zu Köln),
- „Machbarkeitsstudie und Anlagenkonzept für eine Biomasseanlage“ (Nockemann & Klein GmbH & Co. KG),
- „Nachhaltiges Bauen im Bestand – klimaeffiziente Sanierung im Bestand“ (GAG Immobilien),
- „Klimaschutz im Dialog“, „Klimabildung +“ und „Klimaschutz konkret – Bildung und Kommunikation“ (NaturGut Ophoven e. V.),
- „Klimaschutz-Bildungskonzept für die Stadt Köln“ und "Vom Wissen zum Handeln – erfolgreicher Klimaschutz in der Region Köln durch Nachhaltige/-n Konsum und Lebensstile" (beide Natur & Kultur e. V.),
- „Praxisnahe Betriebsanalyse einer dezentralen KWK-Brennstoffzelle“ (Klaus Sommer, Fachhochschule Köln),
- „Semizentrales Wärmepumpensystem“ (Stadtwerke Wesseling),
- „Neues Wohnen in Köln – ein Konzept mit Beispielwirkung“ (Sülzer Freu(n)de Planungsgesellschaft bR), „KlimaBausteine: Kleine Projekte – große Wirkung“ (Natur & Kultur e. V.),
- „Virale Clips zu Klimaschutz und Nachhaltigkeit – Stories For A Sustainable Future“ (Ifs Internationale Filmschule Köln),
- „Dynamische Tourenplanung mit integrierten, aktuellen innerstädtischen Verkehrsdaten“ und „Verringerung der CO2 Emissionen und Kraftstoffkosten im Gütertransport durch die Verwendung von Dual-Fuel Systemen“ (beide ISI GmbH),
- „Solar Steam Generator – Dampf aus der Kraft der Sonne“ (protarget AG),
- „eCOLearn – Green Building Competence“ (zwei Teilprojekte, eCOLearn-Projektteam),
- „Die Wetter Retter!? – Tournee-Theaterstück für Kinder“ (Theaterproduktion Comic On!),
- „Klimaschutzkampagne Köln spart CO2“ und „Klimaschutz-Community: Aktivierung durch Wettbewerb“ (beides KölnAgenda e. V.),
- „Ein mobiler Gemeinschaftsgarten für Köln“ (NeuLand e. V.),
- „Kölner Klimawände“ (ConAction e. V.),
- „Kölner Spritsparmeisterschaft“ (Allegium GmbH),
- „Lernraum EkoZet – Berufliche Qualifizierung in klimaschonender Gebäudeenergietechnik“ (Energie-Kompetenz-Zentrum Rhein-Erft-Kreis GmbH)

## Mitglieder
Die Mitglieder des KlimaKreises Köln waren:
- Marc Oliver Bettzüge, Volkswirt, Universität zu Köln (Vorsitzender)
- Hanno Sparbier-Conradus, KölnAgenda e.V. (Stellv. Vorsitzender)
- Wolfgang Hennig, Manager, Ford-Werke, zuvor besetzt durch Thilo Seibert
- Ingo Stadler, Fachhochschule Köln
- Elisabeth Slapio, Industrie- und Handelskammer zu Köln, zuvor besetzt durch Christi Degen, Ulrich Soenius, Detlev Sachse
- Jörg Wermes, Innung Sanitär Heizung Klima Köln, zuvor besetzt durch Werner Hirschler
- Thomas Luczak, Architekt, Haus der Architektur Köln
- Jürgen Fritz, Handwerkskammer zu Köln, zuvor besetzt durch Franz-Josef Knieps
- Dieter Hesel, TÜV Rheinland Industrie Service GmbH
- Udo Sieverding, Verbraucherzentrale Nordrhein-Westfalen e.V., zuvor besetzt durch Helmfried Meinel
- Manfred Fischedick, Wuppertal Institut
- Hans-Martin Kochanek, NaturGut Ophoven
- Rüdiger John, JEC John Engineering & Consulting
- Henriette Reker, Sozialdezernentin Stadt Köln, zuvor besetzt durch Marlis Bredehorst
- Franz-Josef Höing, Baudezernent Stadt Köln, zuvor besetzt durch Bernd Streitberger
- Horst Behr, VDI Kölner BV
- Dirk Meyer, Elektroinnung Köln
- Kathrin Möller, GAG Immobilien AG
- Bernhard Milow, Deutsches Zentrum für Luft- und Raumfahrt e.V.
- Ralph Jäger, RWE Rhein-Ruhr Netz-Service GmbH, zuvor besetzt durch Jens Schmidt
- Uwe Schöneberg, RheinEnergie AG, zuvor besetzt durch Dieter Steinkamp

## Folgeinitiative
Eine Folgekampagne der RheinEnergie ist seit 2019 die Votingplattform „RheinStart“. Auf Grundlage der 17 Nachhaltigkeitsziele der Agenda 2030 können sich Projekte zweimal jährlich für ein Sponsoring bis 3.000 € bewerben. Ein öffentliches, einwöchiges Voting entscheidet darüber, welche Vorhaben den Zuschlag erhalten.